# Бановина (Югославия)

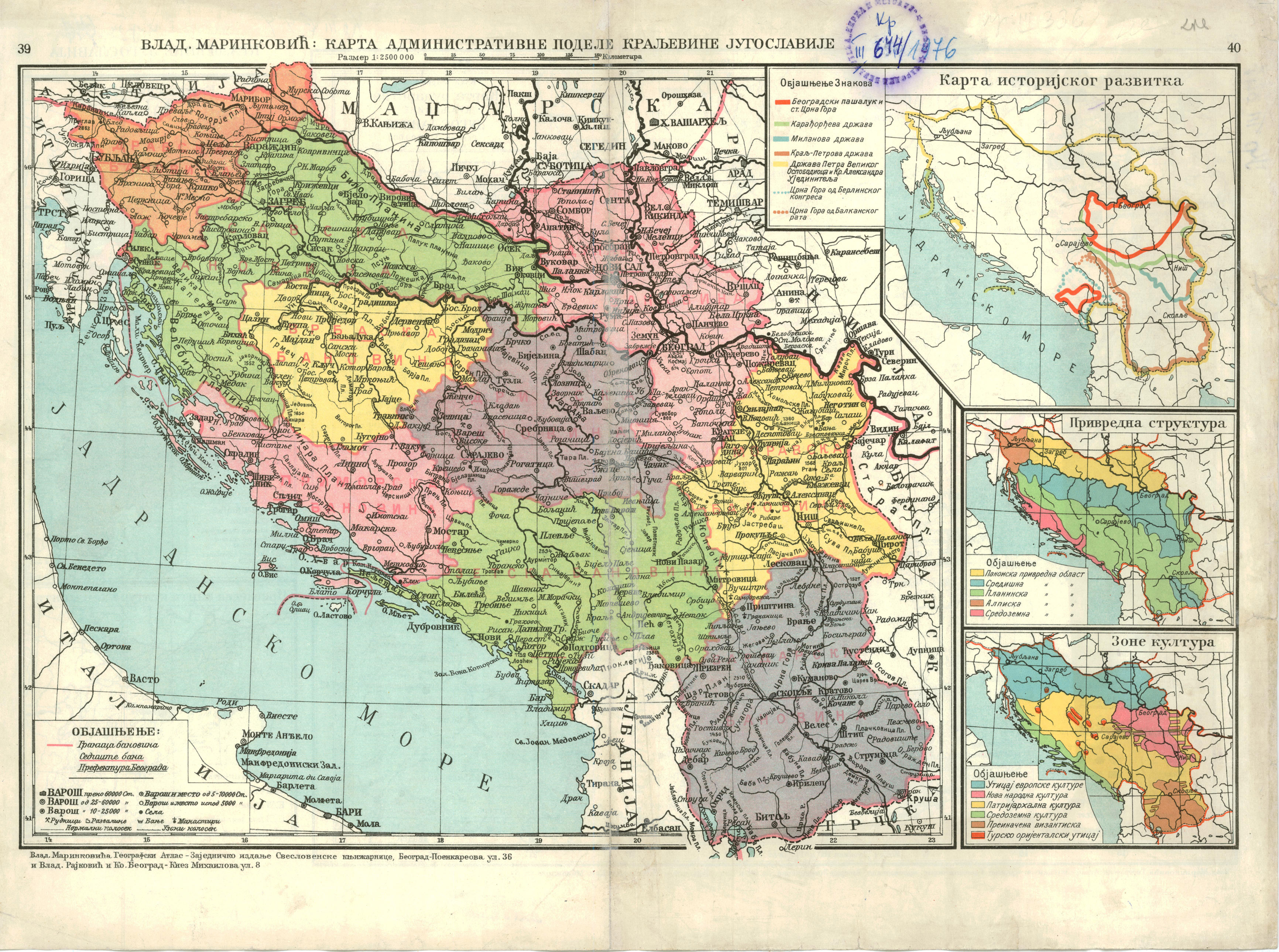
Карта Югославии 1929 года

Банови́на — административно-территориальная единица в Королевстве сербов, хорватов и словенцев (КСХС) (позд. Королевство Югославия) в 1929—1941 годах во главе с баном.
Представительными органами бановин были бановинские советы (Бановинско веће), избиравшиеся населением, исполнительными органами бановинские комитеты (Бановински одбор), избиравшиеся бановинскими советами, глава бановины — губернатор (Бан)
Характерной особенностью административно-территориального деления КСХС являлось отсутствие (до создания Хорватской бановины) национальной привязки в названиях бановин, а также намеренное проведение границ таким образом, чтобы их этнический состав был смешанным — для исключения возможных попыток сепаратизма. В 1938 году в Румынии в похожих условиях и с той же целью было введено деление на цинуты.
В состав государства входили:

Административно-территориальная карта Королевства Югославии 1929—1939

1. Управление Города Белград — Город Белград вместе с городами Земун и Панчево, составляло отдельную административно-территориальную единицу как бановина.
2. Дравская бановина
3. Приморская бановина
4. Зетская бановина
5. Савская бановина
6. Моравская бановина
7. Врбавская бановина
8. Дринская бановина
9. Вардарская бановина
10. Дунайская бановина
11. Хорватская бановина, пользующаяся автономией (с 1939 года) — возникла в результате объединения Савской и Приморской бановин в августе 1939 года в результате соглашения (Споразум) Крестьянско-демократической коалиции с правительством Драгиша Цветковича о предоставлении хорватам определённой автономии.